# Rhaeadr Fawr
Rhaeadr Fawr, también conocida como Aber Falls (en galés: Rhaeadr Fawr, literalmente «cascada grande»), es una cascada situada aproximadamente a 3 km al sur del pueblo de Abergwyngregyn, en el condado de Gwynedd, Gales, Reino Unido.
La cascada se forma cuando el Afon Goch cae unos 120 pies (36,6 m) sobre un saliente de roca ígnea en las estribaciones de la sierra de los Carneddau. Dos afluentes se unen y forman un arroyo más caudaloso conocido como Afon Rhaeadr Fawr; desde el puente vial Bont Newydd ("Puente Nuevo"), el curso de agua pasa a llamarse Afon Aber.
Existe una segunda cascada a poca distancia al oeste llamada Rhaeadr-bach o Rhaeadr Fach.

## Historia
Los visitantes que recorren el camino principal hacia la cascada pueden observar varios asentamientos de la Edad del Bronce, entre ellos una casa redonda excavada y una herrería valladas con un cartel informativo. También hay piedras erguidas y túmulos funerarios (cairns), la mayoría situados a la derecha del sendero. En la zona también se encuentra un dispositivo de registro meteorológico.
La cascada y su entorno han sido un destino turístico desde la época del Romanticismo, con visitantes ilustres como el autor Julius Rodenberg.

## Instalaciones para visitantes
Se puede aparcar en Bont Newydd, desde donde la cascada es accesible a pie por un sendero bien señalizado. El estacionamiento cuesta £5, pagadero en efectivo o con tarjeta. Hay baños y bancos para pícnic disponibles. El lugar más cercano para comprar comida es la cafetería del centro de información turística del pueblo de Abergwyngregyn.
Es posible bañarse en la poza bajo la cascada, aunque el agua permanece fría incluso en verano y las rocas pueden ser resbaladizas y, por tanto, hay que ir con cuidado.

## Camino de la Costa del Norte de Gales
El Camino del Norte de Gales (North Wales Path), una ruta costera de largo recorrido entre Prestatyn y Bangor, cruza el puente al pie de la cascada. Este puente, junto con otro más pequeño en la cascada de Rhaeadr-bach, fue erigido en 1995.

## Galería

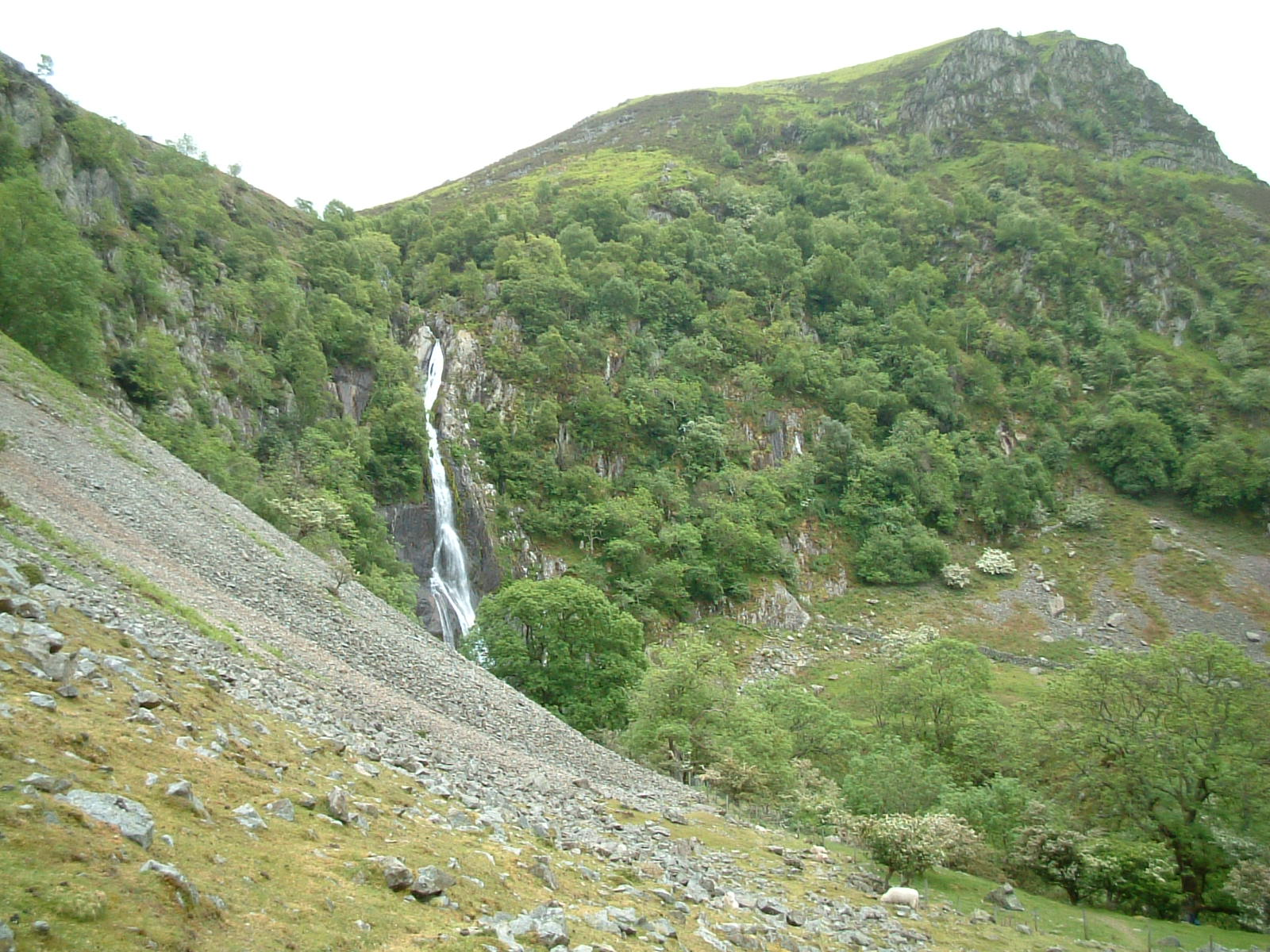
Rhaeadr Fawr con las montañas circundantes
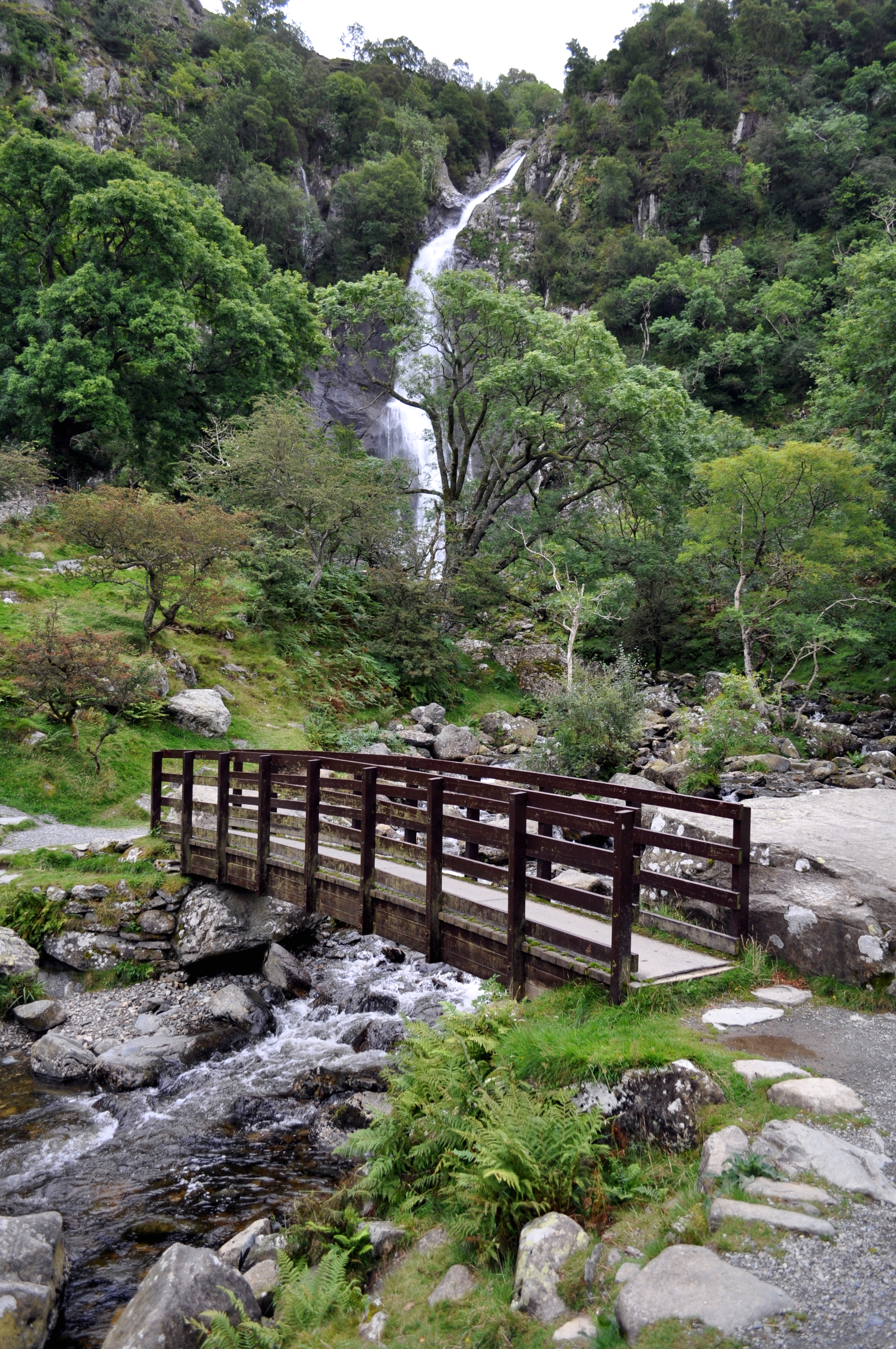
El puente y la cascada